# Silicon Integrated Systems
Silicon Integrated Systems (SiS) (кит. 矽統科技) — тайваньская компания, производящая компьютерные компоненты. Компания основана в 1987 году. Штаб-квартира расположена в Научном парке Синьчжу (уезд Синьчжу, Тайвань). Крупнейшим акционером является United Microelectronics Corporation, ей принадлежит 19 % акций.

## Деятельность
По состоянию на 2022 год продукция компании включала микросхемы для сенсорных экранов и микросхемы для видеокарт. Продукция поставлялась производителям компьютерной техники и потребительской электроники в Тайване и других странах Азии.
Выручка за 2022 год составила 182 млн новых тайваньских долларов (5,9 млн долларов США); в 2009 году она составляла 3,76 млрд новых тайваньских долларов и с тех пор неуклонно снижалась.

## Чипсеты для материнских плат
Известность компании SIS принёс чипсет для процессоров 486, состоявший из двух микросхем — 496 и 497. Он поддерживал новейшую на тот момент шину PCI, наряду с более старыми ISA и VLB. Материнские платы на этом чипсете, а также процессоры Intel 80486DX4, AMD 5x86 или Cyrix Cx5x86, имели производительность, сравнимую с ранними Intel Pentium с частотой 60—120 МГц, и стоили заметно дешевле.
Достигнув позднего успеха, SiS продолжила позиционировать себя как производителя бюджетных чипсетов. Компания сделала акцент на высокую интеграцию в целях минимизации стоимости аппаратных решений. Широко известны высокоинтегрированные чипсеты со встроенным видео, такие как SiS 5596, SiS 5598 и SiS 530 для систем на Socket 7, а также SiS 620 для платформ Slot 1. Это были одни из первых чипсетов для платформы PC со столь высокой степенью интеграции. Они позволяли собрать работоспособную конфигурацию лишь из материнской платы, процессора и оперативной памяти.

### Socket 7
Чипсет SiS 530 (Sindbad) с поддержкой южного моста SiS 5595 для Socket 7 поддерживал максимум 1,5 Гбайта памяти SDRAM, частоту шины от 66 до 124 мГц, от 2 до 8 Мбайт разделяемой памяти для интегрированного графического контроллера AGP SiS 6306 2D/3D, включая дисковую подсистему IDE UDMA66. Материнские платы, построенные на данном чипсете, позиционировались как офисная платформа, конкурируя с бюджетными чипсетами Intel, AMD K6 и Cyrix 6x86. Графический контроллер поддерживал Direct3D 6.0 и OpenGL, но всё же имел низкую производительность для 3D-ускорения.
SiS 540 (Spartan) включает в себя GPU SiS 300.

### Slot 1, Socket 370
- SiS 600/SiS 5595;
- SiS 620/SiS 5595;
- SiS 630 — включает южный и северные мосты (SiS 960) и 2D/3D графический контроллер (SiS 305);
- SiS 633;
- SiS 635.

### Socket 478
SiS и ALi были двумя единственными компаниями, получившими лицензию на производство неофициальных чипсетов для процессора Pentium 4. SiS разработала по этой лицензии чипсет 648.
- SiS 640 (IGP);
- SiS 645;
- SiS 645DX;
- SiS 648;
- SiS 648FX;
- SiS 650 (IGP);
- SiS 651 (IGP);
- SiS 652 (IGP);
- SiS 655;
- SiS 655FX;
- SiS 655TX;
- SiS R658 (Rambus);
- SiS 661GX.

### Slot A, Socket A (Socket 462)

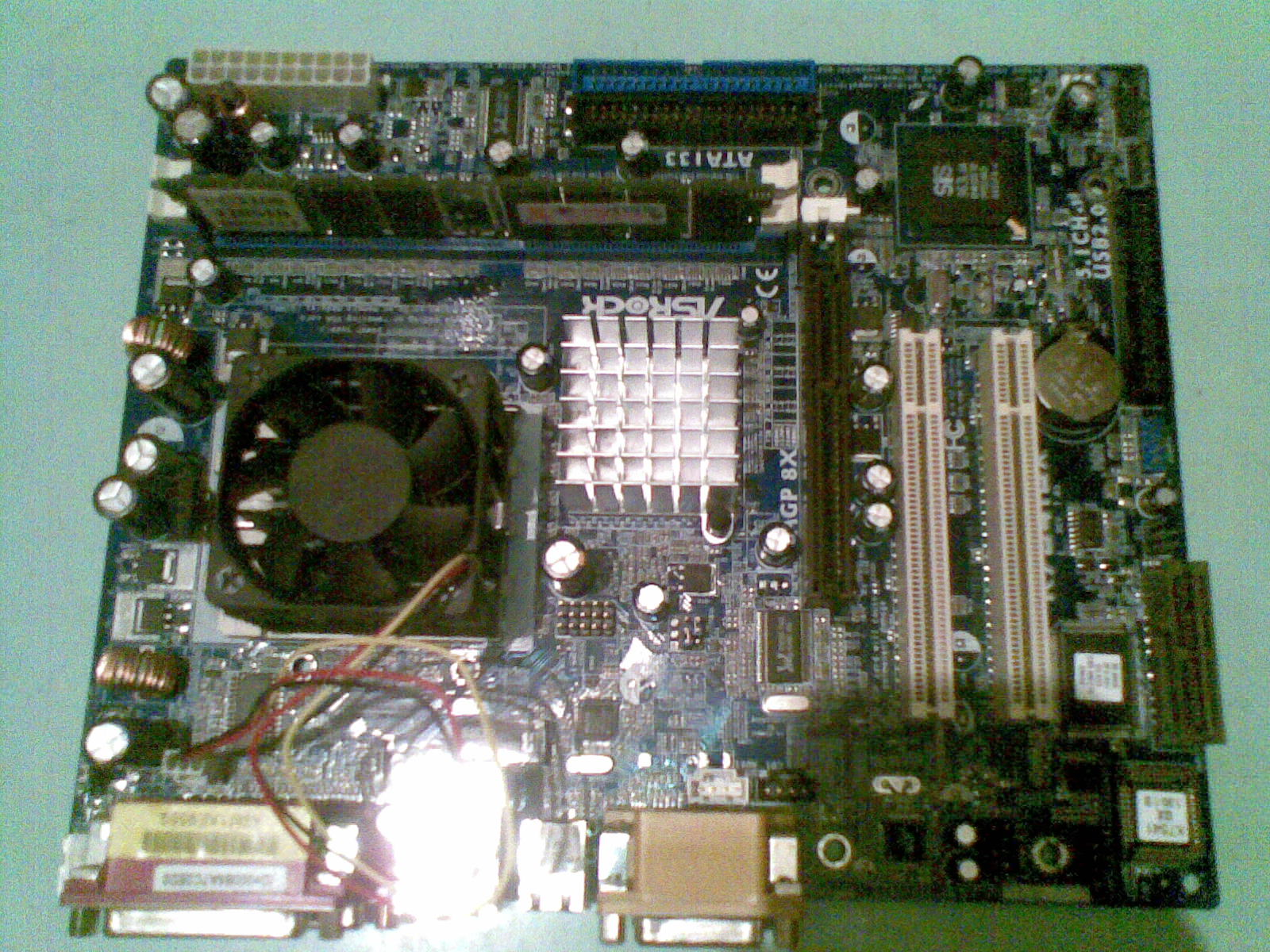
Материнская плата AsRock K7S41GX на основе северного моста SiS 741GX и южного моста SiS 963L

- SiS 730;
- SiS 733;
- SiS 735;
- SiS 740/SiS 961;
- SiS 741/SiS 964;
- SiS 745;
- SiS 746;
- SiS 746FX;
- SiS 748.

### Socket 775
- SiS 649;
- SiS 655 (AGP chipset);
- SiS 656;
- SiS 661;
- SiS 662 (IGP);
- SiS 671;
- SiS 672.

### Socket 754, Socket 940
- SiS 755/SiS 964;
- SiS 760/SiS 964.

### Socket 939, Socket AM2
- SiS 756/SiS 965L.

SiS создала мультимедийный чипсет для Xbox 360.

### Чипсеты со встроенной графикой
- SiS 6326;
- SiS 300;
- SiS 301;
- SiS 305;
- SiS 315;
- SiS 320;
- SiS 326;
- SiS 330;
- SiS 340;
- SiS 360;
- SiSM672;
- SiSM672FX;
- SiS671;
- SiS671FX;
- SiS671DX;
- SiSM671MX;
- SiS968.

Некоторые видеокарты имеют 3D-ускоритель, но он работает только с проприетарным драйвером SiS для Windows (компания не предоставляет документацию для написания драйверов). Тем не менее, ядро Linux включает в себя работающий неофициальный драйвер, не поддерживающий 3D, но делающий возможным использование этих видеокарт под Linux.